# Abraham Pineo Gesner
Abraham Pineo Gesner (Cornwallis, 2 maggio 1797 – Halifax, 29 aprile 1864) è stato un medico e geologo canadese, noto per aver inventato il cherosene.
Gesner nacque a Cornwallis (Nuova Scozia) e visse gran parte della sua vita a Saint John (Nuovo Brunswick). Morì ad Halifax (Nuova Scozia). Fu una figura influente nello sviluppo dello studio della geologia e della storia naturale canadese.

## Biografia
Nato in una agiata famiglia rurale nella Valle di Annapolis, Gesner in giovane età perseguì una carriera per mare. Naufragato due volte entro i suoi vent'anni, ritornò alla fattoria di famiglia vicino a Chipman Corner, a nord-est di Kentville. Sposò Harriet Webster, la figlia del dottor Isaac Webster di Kentville nel 1824, poi andò a Londra per studiare medicina al St Bartholomew's Hospital sotto Sir Astley Paston Cooper, indi chirurgia al Guy's Hospital sotto John Abernethy. Mentre era a Londra, divenne interessato alla geologia, facendo la conoscenza di Charles Lyell.

## Carriera iniziale
Ritornando a Parrsboro come medico praticante, Gesner perseguì anche la sua passione per la geologia. Nel 1836, pubblicò uno studio sulla mineralogia della Nuova Scozia, che includeva una mappa geologica dettagliata che forniva informazioni sui principali depositi di minerali ferrosi e carbone in Nuova Scozia. Nel 1838, fu nominato Geologo provinciale per il Nuovo Brunswick, incaricato della missione di intraprendere un rilevamento geologico simile. Nel corso di questo rilevamento, nel 1839 Gesner scoprì l'albertite, una sostanza di asfalto bituminoso, alla quale diede il nome della contea di Albert dove fu trovata.
Nel 1842, cercando carbone, Gesner viaggiò in Québec, dove scoprì il primo dei grandi depositi fossili del futuro Parco nazionale Miguasha. Tuttavia, il suo rapporto fu preso in scarsa considerazione finché i fossili furono riscoperti nel 1879.
Sempre nel 1842, Gesner iniziò il "Gesner's Museum of Natural History", a Saint John (Nuovo Brunswick), il primo museo pubblico del Canada. Questo in seguito divenne il Museo del Nuovo Brunswick.

## Cherosene
Le ricerche di Gesner sui minerali diedero come risultato nel 1846 il suo sviluppo di un processo per raffinare un combustibile liquido dal carbone, dal bitume e dallo scisto bituminoso. La sua nuova scoperta, che egli chiamò cherosene, bruciava molto più nettamente ed era meno costoso dei prodotti concorrenti, come l'olio di balena. Nel 1850, Gesner creò la Kerosene Gaslight Company e cominciò ad installare l'illuminazione nelle strade di Halifax e di altre città. Verso il 1854, si era espanso negli Stati Uniti dove creò la North American Kerosene Gas Light Company a Long Island. La domanda crebbe fin quando la capacità della sua società di produrre divenne un problema, ma la scoperta del petrolio, dal quale il cherosene poteva essere più facilmente prodotto, risolse il problema dell'offerta.
Abraham Gesner continuò le sue ricerche sui combustibili e scrisse molti studi scientifici concernenti l'industria inclusa una pubblicazione del 1861, intitolata A Practical Treatise on Coal, Petroleum and Other Distilled Oils, che divenne un riferimento fondamentale nel settore. Alla fine, la società di Gesner fu assorbita nel monopolio petrolifero della Standard Oil ed egli ritornò ad Halifax, dove fu nominato professore di storia naturale all'Università Dalhousie.
Gesner stesso fu umile riguardo al suo contributo allo sviluppo dell'industria petrolifera. Nel suo Practical Treatise, disse che "il progresso della scoperta in questo caso, come in altri, è stato lento e graduale. È stato portato avanti dalle fatiche, non di una sola mente, ma di molte, così da rendere difficile scoprire a chi si deve il maggior credito."

## Retaggio
Nel 1933, l'Imperial Oil Ltd., una sussidiaria della Standard Oil, eresse un monumento commemorativo nel Cimitero di Camp Hill ad Halifax per rendere omaggio al contributo di Gesner all'industria petrolifera.
La città di Halifax ridenominò una strada nell'estremità ovest di Fairview tra Melrose e Adelaide in onore di Gesner. Anticamente parte di Dunbrack Street, la costruzione del connettore Dunbrack Street/North West Arm Drive durante gli anni during the 1980s incoraggiò la ridenominazione di questo segmento.
C'è una strada che prende il nome di Gesner nella parte occidentale del quartiere Katimavik-Hazeldean di Ottawa, dove le strade residenziali prendono il nome da inventori canadesi. O per progetto o per coincidenza, finisce in un vicolo cieco presso una stazione di benzina Esso (Imperial Oil).
Nel 2000, fu onorato con il posizionamento della sua immagine su un francobollo delle Poste Canadesi. Nel 2016, a Gesner fu assegnato postumo l'Ordine del Nuovo Brunswick dalla provincia dove aveva a lungo risieduto.
A partire dal 1998, il Museo geologico Fundy di Parrsboro (Nuova Scozia), un'ex residenza di Gesner, ha assegnato la borsa di studio Abraham Gesner Work Scholarship a uno studente locale che mostri uno spiccato interesse per le scienze.

### Opere scritte
- Abraham Gesner, Remarks on the geology and mineralogy of Nova Scotia, Halifax, 1836.
- Abraham Gesner, First report on the geological survey of the province of New-Brunswick, Saint John, 1839.
- Abraham Gesner, Second report on the geological survey of the province of New-Brunswick, Saint John, 1840.
- Abraham Gesner, Third report on the geological survey of the province of New-Brunswick, Saint John, 1841.
- Abraham Gesner, Fourth report on the geological survey of the province of New-Brunswick, Saint John, 1842.
- Abraham Gesner, Synopsis of the contents of Gesner's Museum of Natural History, at Saint John, N.B., opened on the fifth day of April, 1842, Saint John, 1842.
- Abraham Gesner, Report on the geological survey of the province of New Brunswick : with a topographical account of the public lands and the districts explored in 1842, Saint John, 1843.
- Abraham Gesner e John Ross, Report on the Londonderry iron and coal deposits / by Dr. Gesner. And, A prospectus with a view to forming a company to work the same / by the proprietor, John Ross, Saint John, 1846.
- Abraham Gesner, New Brunswick; with Notes for Emigrants: Comprehending the Early History, an ..., Londra, Simmonds & Ward, 1847.
- Abraham Gesner, The industrial resources of Nova Scotia : comprehending the physical geography, topography, geology, agriculture, fisheries, mines, forests, wild lands, lumbering, manufactories, navigation, commerce, emigration, improvements, industry, contemplated railways, natural history and resources, of the province, Halifax, 1849.
- Abraham Gesner, Prospectus of Dr. Gesner's patent kerosene gas obtained from bitumen, asphaltum, or mineral pitch, New York, Trehern & Williamson, 1850.
- Richard C. Taylor, Abraham Gesner vs. Halifax Gas-Light Company : deposition of Richard C. Taylor, respecting the asphaltum mine at Hillsborough in the county of Albert and province of New Brunswick, Philadelphia, King & Baird, 1851.
- William L. Avery, Report of a case tried at Albert circuit, 1852, before his Honor, Judge Wilmot, and a special jury : Abraham Gesner vs. William Cairns : copied from the judge's notes, Saint John, 1852.
- Abraham Gesner, A practical treatise on coal petroleum and other distilled oils, New York, Balliere Brothers, 1861.
- Abraham Gesner e George Weltden Gesner, A practical treatise on coal petroleum and other distilled oils, New York, Balliere Brothers, 1865.